# Bezirk Deutschlandsberg
Der Bezirk Deutschlandsberg ist ein politischer Bezirk des Landes Steiermark.

## Geografie

### Geografische Lage
Der Bezirk Deutschlandsberg liegt im Südwesten der Steiermark in den Lavanttaler Alpen. Er wird im Westen und Südwesten von der Koralpe begrenzt und im Südosten – östlich des Radlpasses – vom Poßruck. Im Norden wird er durch die östlichen Ausläufer der Packalpe begrenzt. Lediglich im Osten existiert keine natürliche Grenze. Der Bezirk misst sowohl in Nord-Süd- als auch in Ost-West-Richtung an der breitesten Stelle circa 35 km.
Der Bezirk wird größtenteils nach Osten zur Mur hin entwässert. Der äußerste Nordosten an der Grenze zum Bezirk Graz-Umgebung gehört zum Einzugsgebiet der Kainach. Der Norden wird von der Laßnitz und ihrem wichtigsten Nebenfluss, dem Stainzbach, entwässert. Der Süden gehört zum Einzugsgebiet der Schwarzen und der Weißen Sulm, den beiden Quellflüssen der Sulm. Der Südosten wird vom Saggaubach entwässert. Lediglich die Feistritz im Südwesten gehört zu den Nebenflüssen der Drau.
Die höchsten Erhebungen des Bezirks sind die Handalm (1853 m ü. A.) im Nordwesten und der Große Speikkogel (2140 m ü. A.) im Westen. Der niedrigste Punkt befindet sich mit 286 m ü. A. im Gemeindegebiet von Preding.

### Angrenzende Gebietskörperschaften
Der Bezirk Deutschlandsberg grenzt:
- in der Steiermark
  - im Norden an den Bezirk Voitsberg
  - im Nordosten an den Bezirk Graz-Umgebung
  - im Osten an den Bezirk Leibnitz
- im Westen an den Kärntner Bezirk Wolfsberg
- im Süden an Slowenien

### Gebietsveränderungen
Nach dem Ersten Weltkrieg kamen die Gemeinde Soboth (Sobota oder v Soboti) und Teile der Gemeinden Oberfesing (Zgornja Vižinga), Pernitzen (Pernice) und St. Primon ob Hohenmauthen (Sveti Primož nad Muto) zu Österreich und damit zum Bezirk Deutschlandsberg. Mit 1. Jänner 1924 wurden die Marktgemeinde Preding und die Gemeinde Tobis aus dem Bezirk Leibnitz (bzw. Gerichtsbezirk Wildon) dem Bezirk Deutschlandsberg und dessen Bezirksgericht zugewiesen.
Kleinere Veränderungen erfolgten ab 1952 zwischen folgenden (damaligen) Gemeinden:
- 1952 zwischen Gasselsdorf und St. Johann im Saggautal (Ried Weichselberg-Blaselberg)
- 1964 zwischen Dietmannsdorf im Sulmtal und Prarath
- 1965 zwischen Breitenbach in Weststeiermark und Gießenberg
- 1980 zwischen Wettmannstätten und St. Nikolai im Sausal
- 1981 zwischen Lannach, Lieboch und Mooskirchen
- 1986 zwischen Großradl und Oberhaag
- 1988 zwischen Lannach und Dobl
- 1989 zwischen Preding, Hengsberg und St. Nikolai im Sausal
- 1990 zwischen Sulmeck-Greith und Gleinstätten
- 1991 zwischen Preding und Zwaring-Pöls
- 1994 zwischen Sulmeck-Greith und Oberhaag

Die Amtsräume der Bezirkshauptmannschaft Deutschlandsberg befanden sich ab 1868 provisorisch im Gebäude gegenüber dem heutigen Bezirksgericht in der Kirchengasse (ehem. Gasthaus Stelzer), danach bis 1901 im Feilhofer Schlössl. Die Geschichte der Bezirkshauptmannschaft Deutschlandsberg wurde in sieben Schautafeln grafisch aufbereitet. Diese Tafeln wurden am 27. August 2018 aus Anlass der 150-Jahr-Feier übergeben, sie sind im zweiten Stock des Amtsgebäudes (Kirchengasse 12) während der Öffnungszeiten zugänglich.

## Geschichte

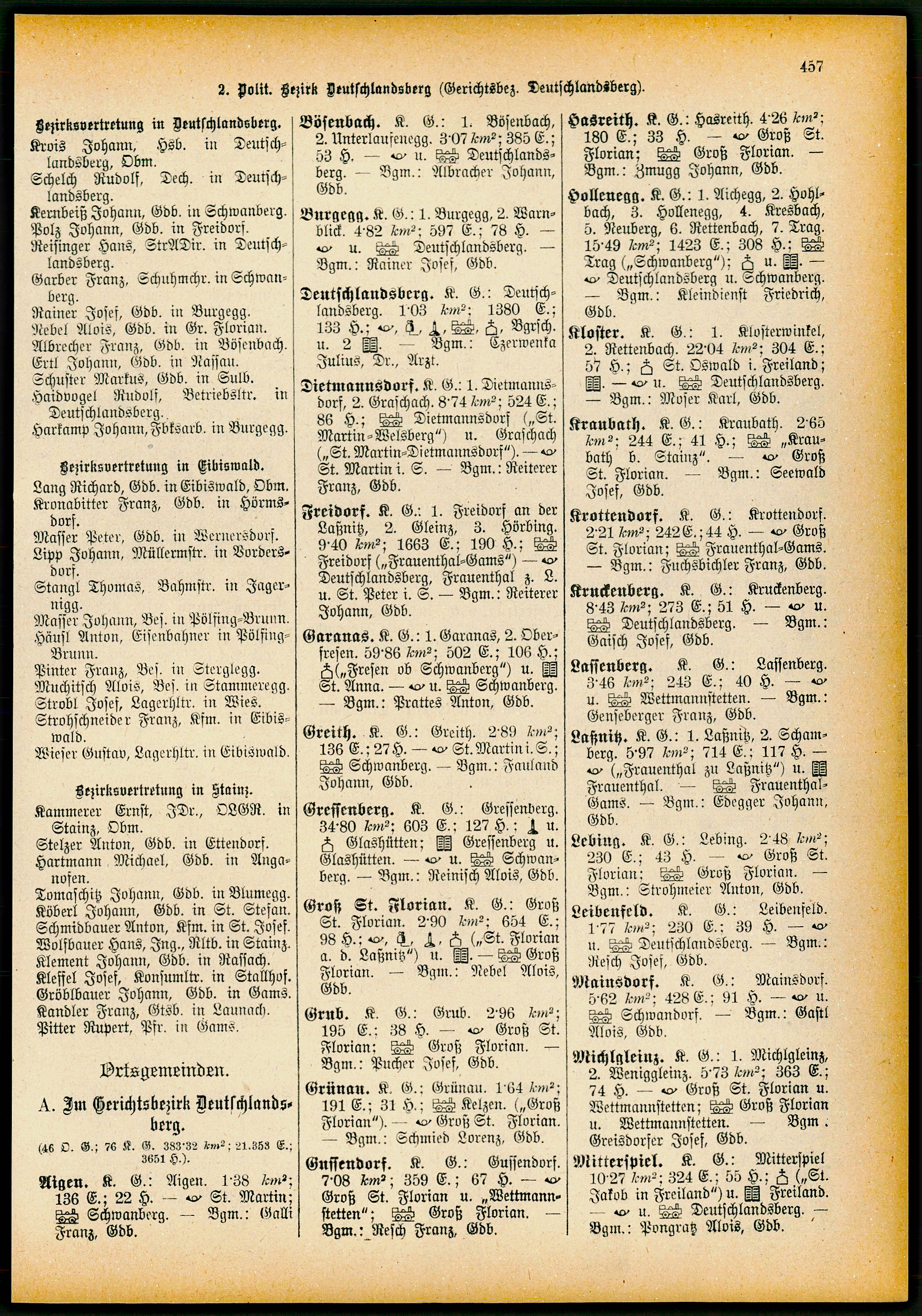
Mitglieder der Bezirksvertretung in Deutschlandsberg, Österreichischer Amtskalender 1925 (linke Spalte oben)

Der Ausdruck „Bezirk Deutschlandsberg“ in historischen Unterlagen kann zu Unklarheiten führen: Es gab bis 1938 neben der Verwaltungsbehörde Bezirkshauptmannschaft, die durch den Bezirkshauptmann repräsentiert wird, noch eine Bezirksvertretung. Das war eine Organisationseinheit, die auf Wahlen beruhte und ihre Basis im Landesgesetz über die Bezirksvertretungen hatte. Die Bezirksvertretung gab es jeweils für den Sprengel des Bezirksgerichtes, sie hatte mit dem Gericht aber nichts zu tun (es bestanden daher damals eigene Bezirksvertretungen für Stainz und Eibiswald, die auch öffentlich auftreten konnten, z. B. in einem Schreiben an den steirischen Landtag). Organ dieser Bezirksvertretung war der Bezirksausschuss. Eine Bezirksvertretung nach dieser Grundlage hatte im Wesentlichen bezirksinterne, speziell finanzielle Aufgaben wie die Festsetzung von Abgaben auf Bezirksebene. Unabhängig davon gibt es den Zuständigkeitsbereich des Bezirksgerichtes Deutschlandsberg, der seit Auflassung der Bezirksgerichte Eibiswald (2002) und Stainz (2014) zwar geografisch mit jenem der Bezirkshauptmannschaft deckungsgleich ist, aber mit den Gerichtsverfahren andere Aufgaben umfasst.
Der Bezirk Deutschlandsberg teilt die Entwicklung der Geschichte der Steiermark. In seinem Gebiet sind eine Reihe von Hügelgräbern dokumentiert, die teilweise unter Denkmalschutz stehen.
Die Lebensumstände des Fahrenden Volkes bzw. der Angehörigen mancher Unehrlichen Berufe, somit der sogenannten „unteren Gesellschaftsschichten“ im 18. Jahrhundert sind aus einigen Veröffentlichungen aus den Jahren 1711 und 1713 erkennbar. Im Wesentlichen handelt es sich um Fahndungslisten mit Personenbeschreibungen, den oft auch mit körperlichen Merkmalen („krumphäxet“, keine Zähne, buckeliger Gang etc.) beschriebenen Betroffenen wurde auch Delinquenz unterstellt. Im Jahr 1713 sind 289 für die Steiermark steckbrieflich gesuchte Personen dokumentiert, von denen einige auch aus dem Bereich Deutschlandsbergs stammen. Am 1. Februar 1712 wurden in Schwanberg drei Männer hingerichtet, bei denen u. a. 14 Tabakdosen, drei Terzerole, 71/2 Ellen Leinwand und zusammen neben anderem Bargeld 492 Gulden gefunden worden waren.
Durch seine Lage an der Südgrenze der Steiermark gehörte der Bezirk in den letzten Monaten des Zweiten Weltkriegs zum Operationsgebiet von Partisanen aus dem Gebiet der damaligen Untersteiermark (CdZ-Gebiet Untersteiermark). Diese Gruppe wurde „Kampfgruppe Steiermark“ bzw. „Koralmpartisanen“ genannt. Es kam in dieser Zeit zu einer Reihe von Gewalttaten, wobei nicht in allen Fällen ermittelt werden konnte, auf welche Täter ein Verbrechen zurückzuführen war (z. B. reguläre Verbände aus Wehrmacht, Volksbefreiungsarmee, Partisanen oder Freiheitskämpfer verschiedener Herkunft und Motivation, SS, Deserteure aus verschiedenen waffentragenden Verbänden wie der Wlassow-Armee, Räuberbanden ohne politischen Hintergrund, Tschetniks, Endphaseverbrechen auf behördliche Anordnung z. B. des Kreisleiters Hugo Suette, Spione, Racheakte aus privaten Gründen, teilweise im Gewand einer konkreten Gruppe usw.). Einschlägige Beschuldigungen wurden auch Jahrzehnte später erhoben und sind in der lokalen Presse dokumentiert. Das Thema wurde unter Hinweis auf die verschiedenen Standpunkte auch noch 2025 im Zusammenhang mit einem Zeitungsbericht über das Ende des Zweiten Weltkrieges behandelt.
Nach Kriegsende befanden sich wie in vielen Bezirken Österreichs an Straßen, Wiesen- und Waldrändern eine größere Anzahl von Gräbern mit Kriegstoten. Diese Gräber im Bezirk wurden geöffnet, die Toten exhumiert und auf dem Grazer Zentralfriedhof gemeinsam beigesetzt. Betroffen waren vom 22. bis 24. Oktober 1951 27 Tote, unbekannte Soldaten deutscher, jugoslawischer, russischer und ungarischer Nationalität, Ostarbeiter und Angehörige der Organisation Todt. Österreicher waren nicht darunter. Weitere 15 Exhumierungen erfolgten 1952. In einem Massengrab in Unterlaufenegg wurden die Reste von 11 Toten gefunden, die Angehörige der Wlassow-Armee oder Ostarbeiter waren. Dieses Grab war erst in den Monaten Mai oder Juni 1945 entstanden, zwar dem Bürgermeister angezeigt worden, aber längere Zeit aus verschiedenen Gründen unbekannt geblieben.
Ursprünglich bestand der Bezirk Deutschlandsberg aus 95 Gemeinden bzw. 170 Katastralgemeinden. Er war der einzige, der 1868 im damaligen Herzogtum Steiermark neu geschaffen wurde. Er umfasste drei Gerichtsbezirke:
- Deutschlandsberg mit 37 Gemeinden bzw. 64 Katastralgemeinden
- Eibiswald (20 Gem. bzw. 52 KG)
- Stainz (38 Gem. bzw. 54 KG)[2]

Der Erste und der Zweite Weltkrieg forderten im Bezirk 4313 Todesopfer. Im Zweiten Weltkrieg wurden im Bezirk 2269 gefallene und 518 vermisste Soldaten verzeichnet.
Der Bezirk Deutschlandsberg galt als führend bei der Betreuung der „Berliner Ferienkinder“: Dabei handelte es sich um Kinder aus Westberlin, die im Sommer nach Österreich kamen, wo sie mehrere Wochen bei Familien mit ähnlich alten Kindern auf Kosten des Berliner Senates betreut wurden und eine andere Umgebung kennenlernen konnten. 1987 waren im Bezirk 160 Kinder beteiligt.

## Angehörige Gemeinden

2014, vor der Strukturreform, umfasste der Bezirk 40 Gemeinden, im Rahmen der Gemeindestrukturreform 2014/15 wurde die Zahl der Gemeinden im Bezirk deutlich verringert – der Bezirk Deutschlandsberg umfasst seit 2015 15 Gemeinden, darunter eine Stadt und zehn Marktgemeinden, die Gesamtfläche beträgt 863,46 km².

### Liste der Gemeinden im Bezirk Deutschlandsberg
Die Einwohnerzahlen der Tabelle stammen vom 1. Jänner 2025,
Regionen sind Kleinregionen der Steiermark
| Gemeinde                     | Lage | Ew     | km²    | Ew / km² | Gerichtsbezirk   | Region                                                  | Typ             | Foto | Metadaten         |
| ---------------------------- | ---- | ------ | ------ | -------- | ---------------- | ------------------------------------------------------- | --------------- | ---- | ----------------- |
| Bad Schwanberg               |      | 4.421  | 124,24 | 36       | Deutschlandsberg | 022 Sulmtal–Koralm                                      | Markt- gemeinde | ja   | Gem.Kennz.: 60349 |
| Deutschlandsberg             |      | 11.757 | 179,06 | 66       | Deutschlandsberg | 092 (Kernraum) Bad Gams–Deutschlandsberg–Frauental      | Stadt- gemeinde | ja   | Gem.Kennz.: 60344 |
| Eibiswald                    |      | 6.154  | 152,13 | 40       | Deutschlandsberg | 037 Eibiswald / 47° Nord aufgelöst am 30. Dezember 2017 | Markt- gemeinde | ja   | Gem.Kennz.: 60345 |
| Frauental an der Laßnitz     |      | 3.170  | 15,55  | 204      | Deutschlandsberg | 092 (Kernraum) Bad Gams–Deutschlandsberg–Frauental      | Markt- gemeinde | ja   | Gem.Kennz.: 60305 |
| Groß Sankt Florian           |      | 4.090  | 48,79  | 84       | Deutschlandsberg | 102 Innovatives Laßnitztal                              | Markt- gemeinde | ja   | Gem.Kennz.: 60346 |
| Lannach                      |      | 3.670  | 19,84  | 185      | Deutschlandsberg | 064 Unteres Kainachtal aufgelöst am 20. Februar 2021    | Markt- gemeinde | ja   | Gem.Kennz.: 60318 |
| Pölfing-Brunn                |      | 1.561  | 6,16   | 254      | Deutschlandsberg | 47° Nord aufgelöst am 30. Dezember 2017                 | Markt- gemeinde | ja   | Gem.Kennz.: 60323 |
| Preding                      |      | 1.896  | 18,27  | 104      | Deutschlandsberg | 102 Innovatives Laßnitztal                              | Markt- gemeinde | ja   | Gem.Kennz.: 60324 |
| Sankt Josef (Weststeiermark) |      | 1.675  | 13,29  | 126      | Deutschlandsberg | 064 Unteres Kainachtal aufgelöst am 20. Februar 2021    | Gemeinde        | ja   | Gem.Kennz.: 60326 |
| Sankt Martin im Sulmtal      |      | 3.000  | 39,16  | 77       | Deutschlandsberg | 022 Sulmtal–Koralm                                      | Gemeinde        | ja   | Gem.Kennz.: 60347 |
| Sankt Peter im Sulmtal       |      | 1.271  | 10,97  | 116      | Deutschlandsberg | 022 Sulmtal–Koralm                                      | Gemeinde        | ja   | Gem.Kennz.: 60329 |
| Sankt Stefan ob Stainz       |      | 3.671  | 49,21  | 75       | Deutschlandsberg | 084 Reinischkogel                                       | Gemeinde        | ja   | Gem.Kennz.: 60348 |
| Stainz                       |      | 8.783  | 92,46  | 95       | Deutschlandsberg | 055 Stainz (Schilcherland)                              | Markt- gemeinde | ja   | Gem.Kennz.: 60350 |
| Wettmannstätten              |      | 1.649  | 17,89  | 92       | Deutschlandsberg | 102 Innovatives Laßnitztal                              | Markt- gemeinde | ja   | Gem.Kennz.: 60341 |
| Wies                         |      | 4.297  | 76,44  | 56       | Deutschlandsberg | 47° Nord aufgelöst am 30. Dezember 2017                 | Markt- gemeinde | ja   | Gem.Kennz.: 60351 |

## Bezirkshauptleute seit 1868
1939 bis 1945 Landräte.
| Ferdinand Praunegger               | 3. August 1868 |
| Gustav Gutmann                     | 8. Juli 1871 |
| Franz Lautner                      | 27. Februar 1873 |
| Julius Fränzl Ritter von Vesteneck | 25. September 1881 |
| Alexander Freiherr von Neupauer    | 26. Jänner 1888 |
| Rudolf Graf Pace                   | 25. August 1890 |
| Johann Hussak                      | 24. Jänner 1897 |
| Otto Demeter Tirka                 | 23. Mai 1901 (bis 20. Juli 1904 Leiter) |
| Josef de Villavicencio             | 19. Jänner 1906 |
| Ferdinand Zoffal                   | 28. August 1913 (bis 1915 Amtsleiter) |
| Viktor Kastner-Pöhr                | März 1924 |
| Hans Knieli                        | November 1933 – 11. März 1938 (als „politisch unzuverlässig“ der Funktion enthoben, nach Graz und im November in den Ruhestand versetzt, wieder eingesetzt ab 25. Juni 1945) |
| Anton Stiegler                     | 12. – 14. März 1938 |
| Josef Pleunik                      | 15. März – 30. August 1938 |
| Alois Dieber                       | 15. September 1938 – 31. August 1939 |
| Rudolf Schwarz                     | 31. August – 2. September 1939 |
| Wolfgang Buder                     | 2. September 1939 – 25. Juli 1940 |
| Wolfgang Kunz                      | 26. Juli 1940 – März 1943 |
| Herbert Leonhardt                  | April 1943 – Oktober 1944 |
| Josef Huber                        | November 1944 – Mai 1945 |
| Franz Rader                        | 15. Mai – 24. Juni 1945 (provisorisch, als Amtstierarzt, späterer Landesveterinärdirektor)                                                                                   |
| Hans Knieli                        | 25. Juni 1945 – 31. Dezember 1948 (ab 1949 Bezirkshauptmann von Graz-Umgebung)                                                                                               |
| Anton Kronabether                  | 1. Jänner 1949 – 31. Dezember 1959 (bereits 1938 als Stellvertreter von BH Knieli inhaftiert, entlassen, mit Berufsverbot belegt)                                            |
| Friedrich Mayer                    | 1. Jänner 1960 – † 7. Juni 1965 |
| Artur Prommer                      | 1. Juli 1965 – 31. Dezember 1973 (ab Dezember 1964 nach einem schweren Unfall seines Vorgängers geschäftsführend)                                                            |
| Herbert Schell                     | 1. Jänner 1974 – 31. Dezember 1988 |
| Ingrid Klug-Funovits               | 1. Jänner 1989 – 30. Juni 1996 |
| Helmut-Theobald Müller             | 1. August 1996 – 30. September 2021 |
| Doris Bund                         | 1. Februar 2022 |